# Atur
Atur är en kommun i departementet Dordogne i regionen Nouvelle-Aquitaine i sydvästra Frankrike. Kommunen ligger i kantonen Saint-Pierre-de-Chignac som tillhör arrondissementet Périgueux. År 2018 hade Atur 1 905 invånare.

## Befolkningsutveckling
Antalet invånare i kommunen Atur
Referens:INSEE